# Argine
Argine es una banda de rock y post-punk italiana, formada en Nápoles en 1992. A lo largo de su historia, el grupo ha tenido varios cambios de integrantes, compuesto actualmente por Alessio Sica (batería), Carlo Landolfi (bajo), Corrado Videtta (guitarra y voz), Cristina Patturelli (voz), Giuseppe Bellotta (violín) y Luigi Rubino (piano y sintetizador).

## Historia
El grupo fue creado por el dúo Corrado Videtta y Marco Consorte, compositores, cantantes y guitarristas. En el primer período, los dos músicos se apoyaron en la colaboración de diferentes personalidades artísticas que posteriormente se unieron a la formación.
A lo largo de los años se han sucedido varios artistas, entre ellos el violinista Alfredo Notarloberti, el autor y percusionista Giuseppe Episcopo, el trompetista Fulvio De Fuccia, el saxofonista Tommaso De Fuccia, la soprano Carmen D'Onofrio, el bajista Ferruccio Milanesi, la soprano Cecilia Videtta, la violinista Caterina Bianco, el teclista Luigi Rubino, el bajista Michele De Finis.
Los discos de Argine cuentan con importantes colaboraciones con músicos de la escena oscura y no oscura: Lucia Vitrone, voz de Contropotere, invitada en el disco Mundana Humana Instrumentalis ; Elena Previdi, teclista y acordeonista de Camerata Mediolanense, en el disco Luctamina in rebus ; Cristiano Santini, voz de Disciplinatha, participó del EP Memorie ; Luigi Rubino, teclista de Ashram, actual miembro de Argine, participó anteriormente en varios álbumes, Daniele Landolfi de One Hundred Club invitado en el álbum Pathos! .
En 1997 los Argine entran en contacto con Federico Fiumani, cuyo encuentro dio vida a la canción Marisa Allasio.
El 2001 vio la entrada, en la formación de la banda, del baterista Alessio Sica y en el mismo año lanzaron Luctamina in rebus; en el 2004 grabaron el álbum Le luci di Hessdalen , y, en 2010 Umori d'autunno (Il filo spinato e le bolle di sapone) y en 2018 se lanzó Pathos! .
Después de la pausa forzada de 2020 causada por la pandemia de Covid-19, en 2022, retoman la actividad artística con una nueva formación. Tres nuevos músicos se hicieron cargo: la soprano Cristina Patturelli, el bajista Carlo Landolfi y el violinista Giuseppe Bellotta.
A lo largo de los años Argine han conocido varios cambios de estilo e imagen consistentes n el paso de los sonidos iniciales
A lo largo de los años, Argine ha experimentado varios cambios de estilo e imagen consistentes en la transición de los sonidos post-punk iniciales a sonidos acsticos con tendencia al neofolk . Conceptualmente los textos en italiano están imbuidos de un decadentismo visionario y romántico.

## Capacitación
Desde noviembre de 2022 el grupo está formado por:
- Corrado Videtta (voz, guitarras)
- Cristina Patturelli (voz)
- Luigi Rubino (piano y sintetizador)
- Carlo Landolfi (bajo)
- Giuseppe Bellotta (violín)
- Alessio Sica (batería, percusión)

## Discografía

### Álbum
- 1997 - Mundana humana instrumentalis,  CD, Energeia
- 2001 - Luctamina in rebus,  CD, Oktagon Records
- 2004 - Le luci di Hessdalen, CD, Ark Records
- 2010 - Umori d'autunno (Il filo spinato e le bolle di sapone), CD, Ark Records
- 2018 - Pathos!, CD, Ark Records

### álbumes en vivo
- 2000 - Roma, LP, vinile nero, Oktagon/Misty Circles/Wolf age

### Colecciones
- 2003 - Rifrazioni, CD, Ark Records

### EP
- 1998 - Marisa Allasio/Mundana Humana Instrumentalis (revived version) (7", Energeia)
- 2000 - Memorie (MDC, Oktagon/Misty Circles/Wolf age)
- 2006 - Acqua Mossa, split con Lily's Puff ed Autunna et sa Rose, (7", Ark Records)

### Publicaciones oficiales exclusivamente en plataformas digitales.
- 2020 - … infinito (ARK Records)

### Recopilaciones/Artistas Varios
- 1995 - Intimations of immortality vol. 2, CD, Energeia, con la canzone Martedì sera
- 1999 - Eisteddfod, CD, Cynfeirdd, con la canzone Mosaico (Cynfeirdd version)
- 1999 - Chain D.L.K. Compilation, volume #7, CD e magazine, Chain D.L.K., con la canzone Come un servo da mantice (dlk version)
- 2000 - The World Of Gothic, 2CD - Zyx, con la canzone Solitudo
- 2000 - Nightingale Compilation II, CD - Steady Beatz, con la canzone Solitudo
- 2000 - Ten Years Of Madness, 2CD, Achtung Baby!/Indiestate, con la canzone Mosaico (strumentale)
- 2000 - Oktagon The Sampler, CD, Oktagon, con la canzone Arm
- 2001 - Le Jardin Des Supplices, Eros Et Thanatos, CD - La Confession D'Un Masque, con la canzone Martedì sera (Le Jardin version)
- 2002 - Tempus arborum, CD, Eine Ars Auditionis, con la canzone Rifrazioni
- 2003 - Tutti A Casa! Ain Soph Tribute, CD, Hau Ruck! SPQR, con la canzone Datemi pace
- 2003 - Audacia imperat, CD, Old Europa Cafe/Misty Circles, con la canzone Immoto nel vento
- 2004 - Per:Version: Vol. 12, CD, Ritual PMA Intermedia, con la canzone Radjodramma
- 2005 - Looking for Europe - the neofolk compendium, CD, Auerbach Tontrager, con la canzone In silenzio[5]
- 2006 - Tal mont de lune, CD, Final muzik, con la canzone In silenzio (moon version)
- 2008 - OEC 100, CD, Old Europa Cafè, con la canzone Risveglio
- 2014 - Places, CD, Caustic Records, con la canzone Distesa (caustic exclusive version)